# Diospyros discolor

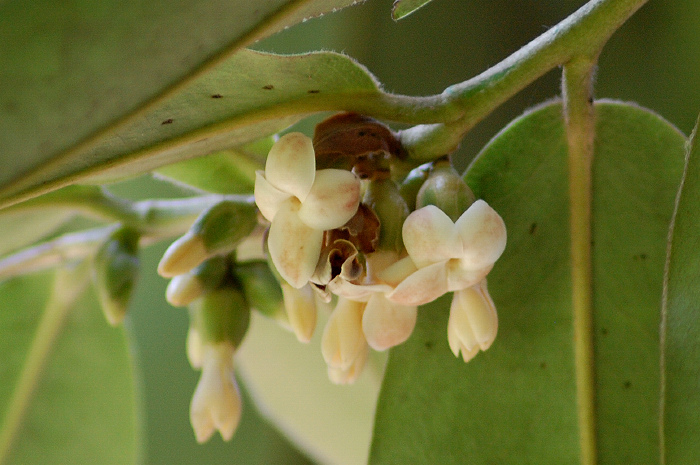
Blüten

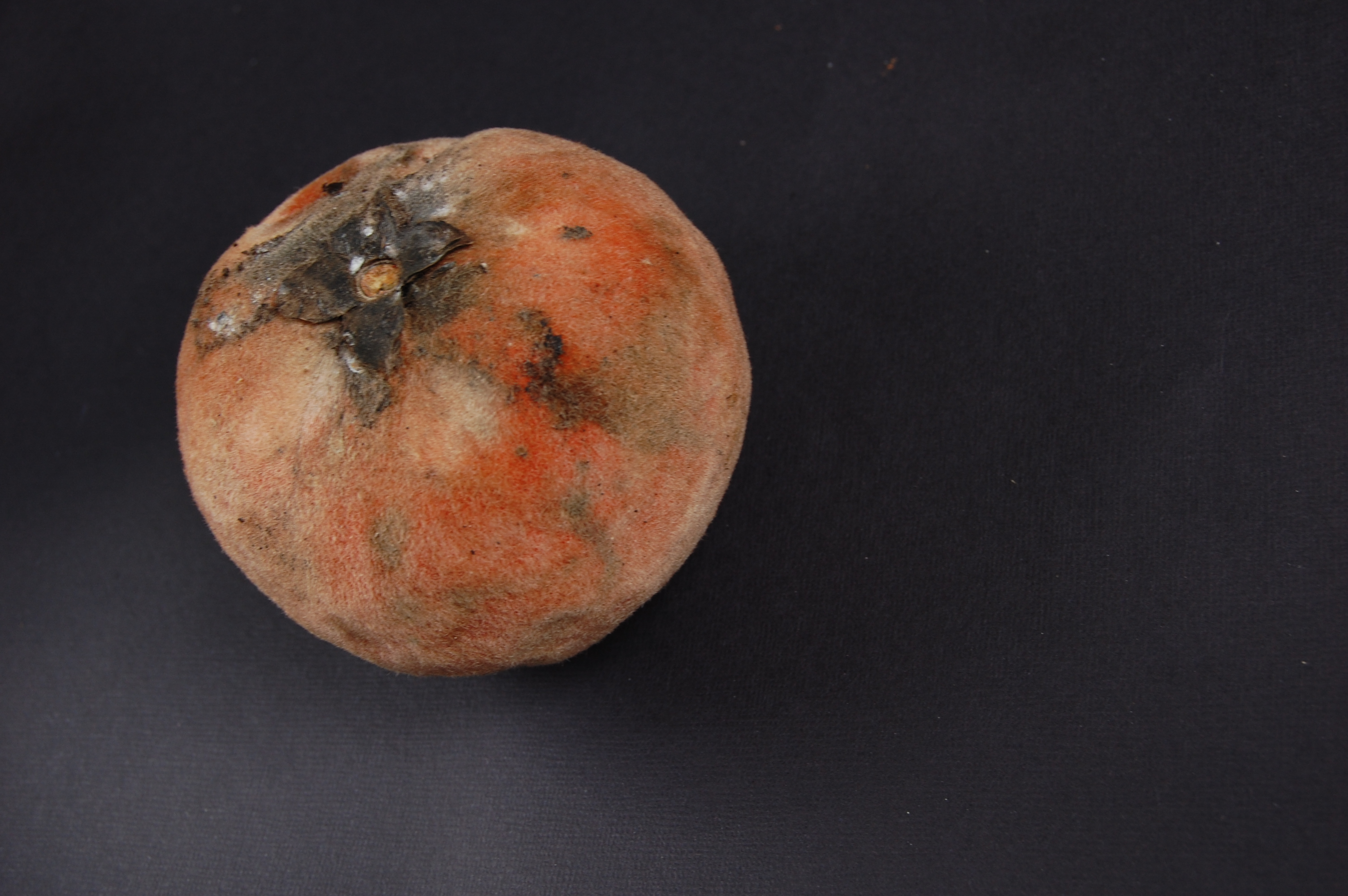
Mabolo Frucht

Diospyros discolor (Syn.: Diospyros blancoi A.DC.) ist eine Pflanzenart aus der Gattung Ebenholzbäume (Diospyros) der innerhalb der Familie der Ebenholzgewächse (Ebenaceae). Diese tropische Nutzpflanze wird auf den Philippinen Mabolo genannt, in Singhalesisch dagegen Valuda. Die Frucht wird als Samtapfel oder auch Sri Lanka Apfel bezeichnet.

## Beschreibung

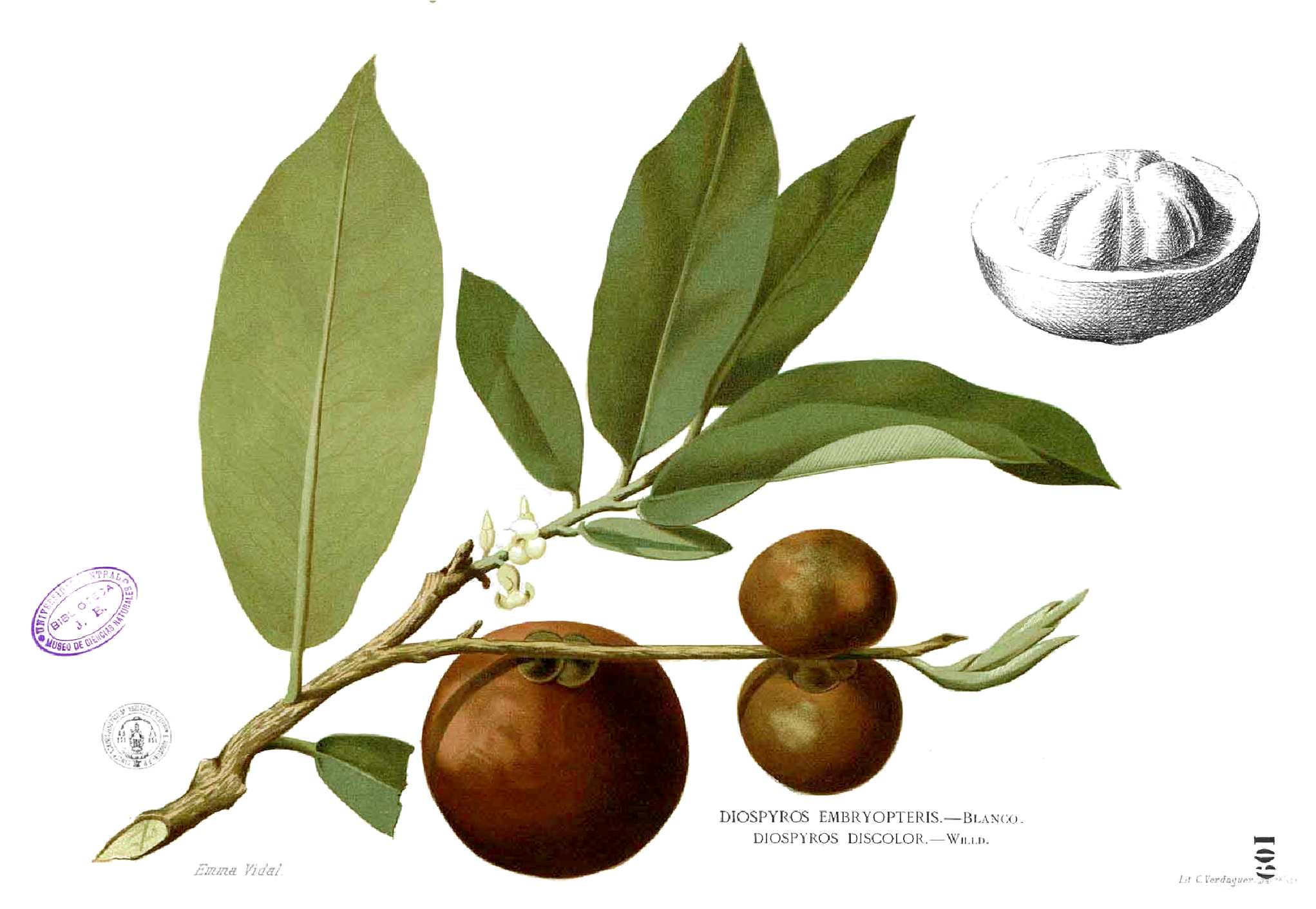
Illustration aus Blanco

### Vegetative Merkmale
Diospyros discolor ist ein immergrüner Baum, der Wuchshöhen von bis zu 33 Metern und einen Stammdurchmesser von bis zu 80 Zentimetern erreicht. Diospyros discolor wächst langsam und es sind Wurzelanläufe vorhanden. Die mehr oder weniger raue bis leicht rissige Borke ist bräunlich bis grau-braun.
Die wechselständig angeordneten, ganzrandigen und kurz gestielten Laubblätter sind ledrig, dunkelgrün, oberseits kahl und auf der Unterseite fein, weißlich behaart. Sie sind eiförmig bis elliptisch, länglich oder eilanzettlich bis verkehrt-eiförmig, -eilanzettlich. Die Blätter sind etwa 15–22 Zentimeter lang und an der Spitze sind sie spitz oder bespitzt. Die jungen Blätter sind teilweise lachsrot.

### Generative Merkmale
Diospyros discolor ist zweihäusig getrenntgeschlechtlich diözisch. Die radiärsymmetrischen, meist vierzähligen Blüten besitzen eine doppelte Blütenhülle. Die fast sitzenden Blüten sind gelblich-cremeweiß bis leicht rötlich. Die Kelchblätter sind außen feinhaarig. Die männlichen Blüten haben viele Staubblätter und die weiblichen einige Staminodien. Der Fruchtknoten ist oberständig.
Es werden rundliche und orange-rote, fein behaart, feinpelzigen Früchte, Beeren, mit einem gelblichen, mehlig-faserigen Fruchtfleisch gebildet. Oft sind noch Kelchblattreste erhalten. Sie sind etwa 5–10 Zentimeter groß und dünnschalig, sie erscheinen auch öfter mal zu zweit verwachsen. Die bis etwa 4–8 braunen, relativ glatten, elliptischen, etwas abgeflachten Samen sind bis etwa 4 Zentimeter lang.

## Verwendung
Mabolo wird  auf den Philippinen häufig angebaut. Als Nutzpflanze ist sie in weiten Teilen der Tropen verbreitet, allerdings außer in Südostasien nirgends häufig.
Die Schale der Mabolo-Beere verströmt einen unangenehmen, käsigen Geruch, welcher dadurch verringert werden kann, dass die sie vor dem Verzehr einige Stunden im Kühlschrank aufbewahrt oder geschält wird. Die Frucht kann roh als Speiseobst, in Fruchtsalaten oder in Sirup eingemacht verwendet werden; bei letzterem wird das Fruchtfleisch jedoch faserig und zäh. Die pelzige Schale sollte beim Rohverzehr entfernt werden, sie ist im Mund recht unangenehm. Die Frucht wird als eine gute Eisen-, Kalzium- und Vitamin-B-Quelle angesehen. Die sollten vor dem Verzehrt erst einige Tage gelagert werden, damit sie voll reif und weich sind.

## Verbreitung
Diospyros discolor kommt im östlichen und südlichen Taiwan, auf den Philippinen, sowie im östlichen Borneo vor.

## Taxonomie
Die Erstbeschreibung unter dem Namen Diospyros discolor erfolgte durch Carl Ludwig Willdenow. Synonyme von Diospyros discolor Willd. sind: Embryopteris discolor (Willd.) G.Don nom. superfl., Diospyros mabolo Roxb. ex J.V.Thomps. nom. superfl., Diospyros philippensis (Desr.) Gürke nom. illeg., Cavanillea mabolo Poir., Diospyros mabolo (Poir.) Roxb. ex Lindl. nom. illeg., Mabola edulis Raf., Diospyros blancoi A.DC., Diospyros malacapai A.DC., Diospyros utilis Hemsl., Diospyros merrillii Elmer, Diospyros durionoides Bakh.